# Lady Newnes Bay
Lady Newnes Bay är en vik i Antarktis. Den ligger i Östantarktis. Nya Zeeland gör anspråk på området.